# 岩芯樣本

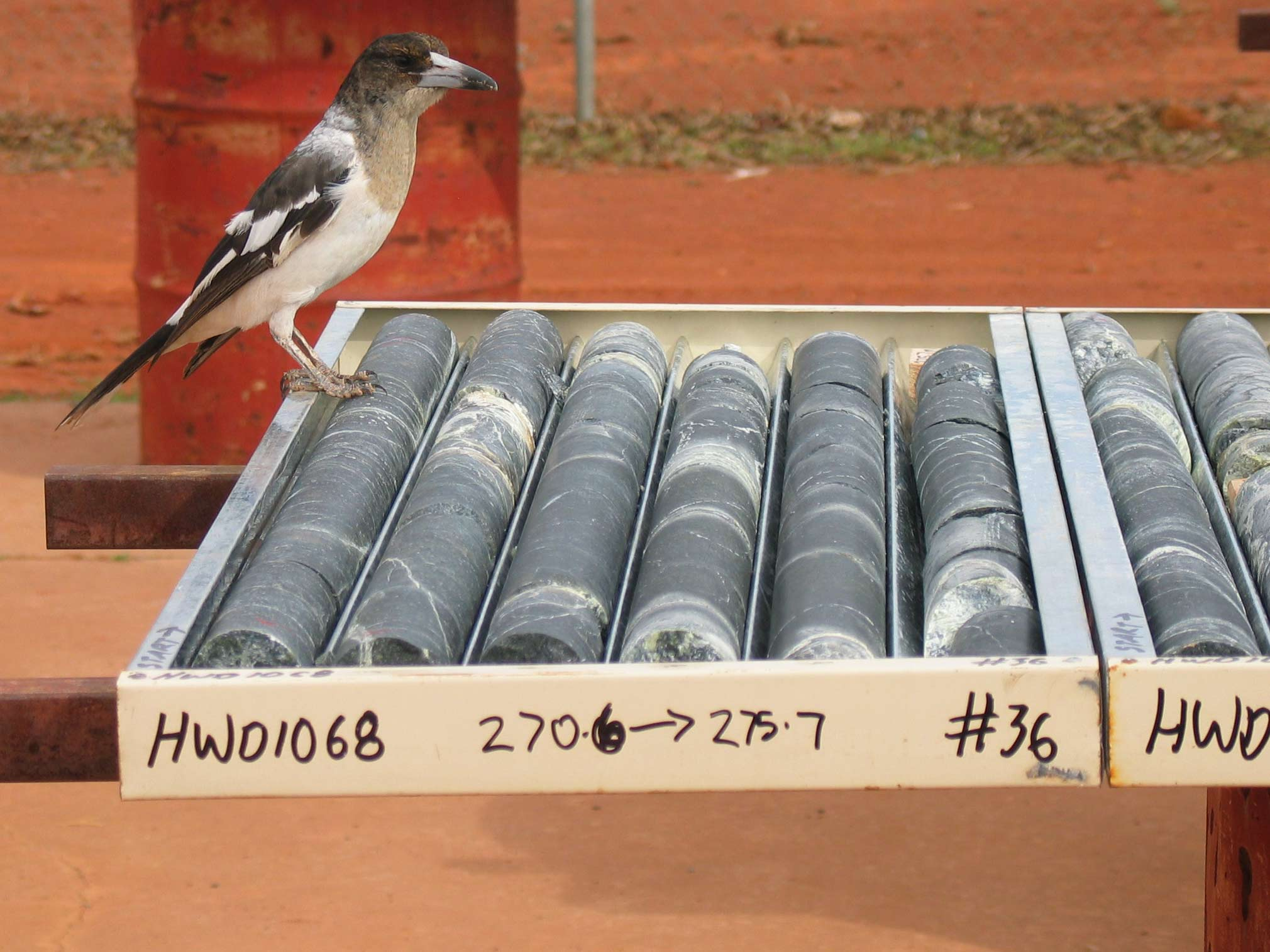
鑽石岩芯

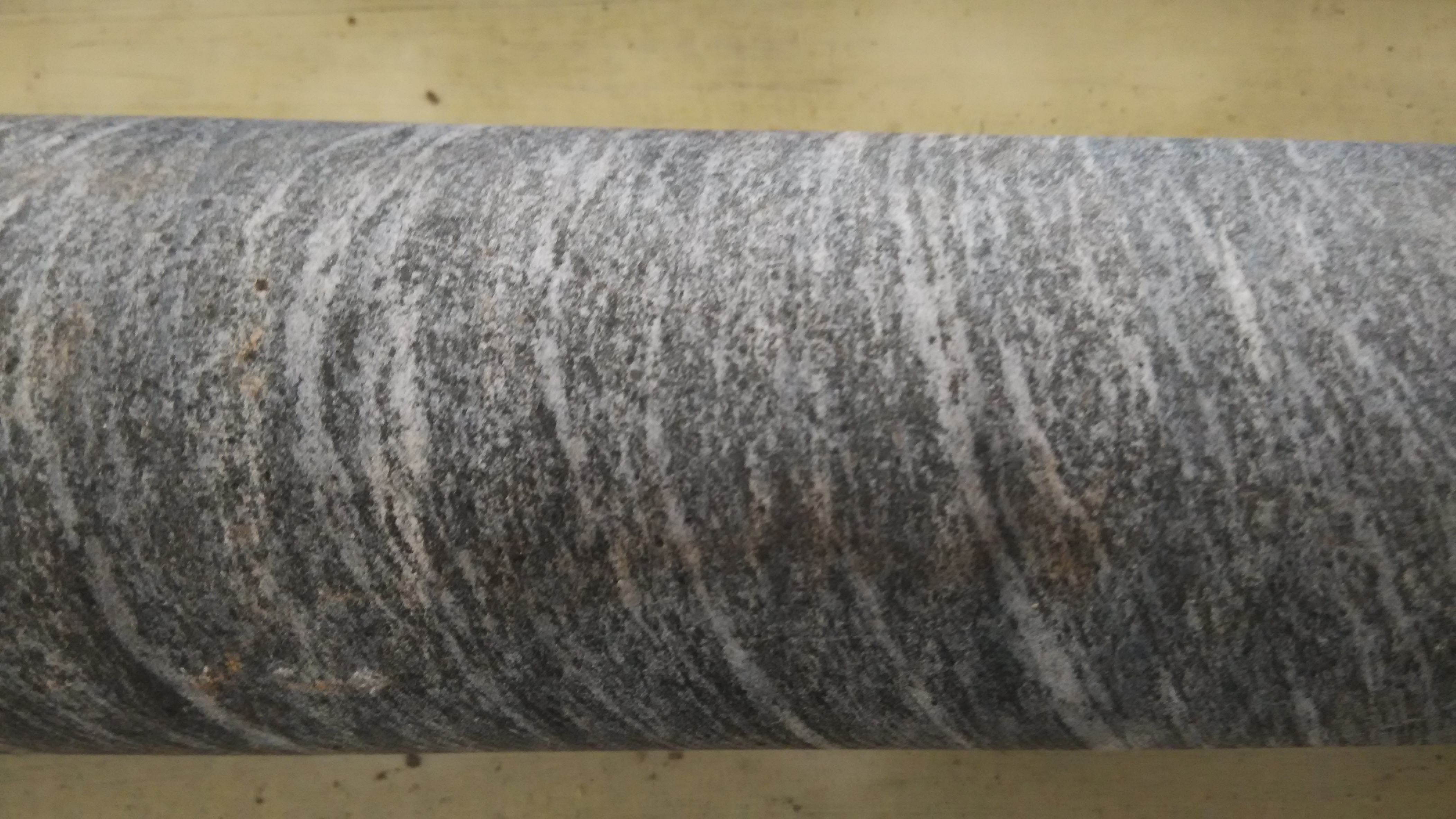
岩芯樣本

岩芯，為圓柱狀岩石、沉積物或是土壤片段。藉由研究岩心樣本可以幫助科學家瞭解研究區域的地質、岩石、水文以及生地化特性。

## 描述
為方便將大自然中的材料帶回實驗室進行進一步的分析，科學家在野外採樣時將採樣的目標材料放入圓柱狀岩芯，帶回實驗室後再依存放方便或者解析大小將岩芯分為數個岩芯樣本，岩芯樣本優點為可以提供一個區域時間序列上的變化。岩芯樣本所裝載的材料常見的有岩石、土壤、沉積物亦或是冰層。

## 採樣方法
1. 鑽井式: 以環狀鑽頭旋轉方式進行挖掘及蒐集岩芯樣本。
2. 重力式: 以重力加速度方式將岩芯管自由落下打入目標區域蒐集岩心樣本。
3. 震動式: 以震動方式將目標採樣物鑽入岩芯管中。
4. 測孔式: 將類似子彈狀旋入岩芯側邊得到特定區域的樣本。

## 岩芯樣本資料處理
岩芯樣本的蒐集以及資料處理主要可以分成下列幾個步驟：
1. 岩芯採樣: 在野外使用上述採集方法將樣本放入岩芯中。
2. 拍照、非破壞性分析: 帶回實驗室，會先對岩芯做基本樣貌的描述(拍照及文字描述)，接著進行不會破坏樣本本體的分析(如X光成像掃描器、反射色分光測色計等)
3. 分樣: 依據科學家研究目的將岩芯分成平均等分。
4. 保存或者進一步分析: 分出的樣本在依據科學家的需求做進一步物理、化學或是生物分析。